# Ruta crenulata
Ruta crenulata là một loài thực vật có hoa trong họ Cửu lý hương. Loài này được (Boiss.) Burkill miêu tả khoa học đầu tiên năm 1909.